# Jean Martin François Théodore Lobstein
Pour les articles homonymes, voir Lobstein.
Jean Martin François Théodore Lobstein, né le 24 février 1780 à Butzbach dans le Hesse et mort le 24 avril 1855 à Strasbourg, est un juriste et musicologue strasbourgeois.

## Biographie
Jean Martin François Théodore Lobstein est le fils du théologien luthérien Jean-Michel Lobstein et d'Henriette Christine Charlotte Dietz, originaire de Giessen. Après une scolarité au Gymnase protestant de Strasbourg, puis à l'École centrale du Bas-Rhin, il étudie le droit à Strasbourg et à Giessen, puis est reçu avocat en 1808. Il est l'auteur d'un ouvrage de référence, le Manuel du notariat en Alsace (1844).
Également passionné d'histoire de l'Alsace, il devient membre correspondant de la Société pour la Conservation des monuments historiques de France.
Mélomane, il dirige des concerts d'amateurs et collabore à un journal musical de Leipzig. En 1839 il consacre un article au carillon de l'ancienne horloge astronomique de Strasbourg. En 1840 il publie à Strasbourg un ouvrage qui fera date dans l'histoire de la musique en Alsace, Beiträge zur Geschichte der Musik in Elsass und besonders in Strassburg, von der ältesten bis auf die neueste Zeit.